# Acalolepta griseofasciata
Acalolepta griseofasciata là một loài bọ cánh cứng trong họ Cerambycidae.